# Oxytropis uniflora
Oxytropis uniflora är en ärtväxtart som beskrevs av Boris Alexandrovich Jurtzev. Oxytropis uniflora ingår i släktet klovedlar, och familjen ärtväxter. Inga underarter finns listade i Catalogue of Life.